# Manuel Artigas

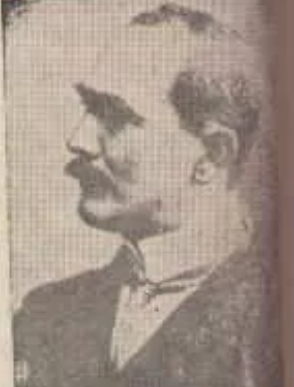
Manuel Artigas

Manuel Artigas (Tacloban, 15 oktober 1866 - Manilla, 2 april 1925) was een Filipijns historicus en schrijver. Artigas schreef veel biografieën en bibliografieën.

## Biografie
Artigas was een zoon van Miguel Artigas, een Spanjaard en officier in het Spaanse leger en Soledad Cuerva afkomstig uit Baler in Tayabas (nu Aurora). Zijn ouders verhuisden nog voor zijn geboorte van Baler naar Leyte. Na de dood van zijn vader in 1874 verhuisde het gezin naar Manilla. Na het Ateneo de Municipal de Manilla begon hij aan een studie medicijnen aan de University of Santo Tomas. Na drie jaar switchte hij naar het Colegio de San Juan de Letran. In 1883 behaalde hij het diploma als overheidsdienaar
Na zijn studie werkte hij voor diverse instanties van de koloniale overheid. Vanaf 1907 was hij assistent-bibliothecaris van het Filipijnse deel van de American Circulating Library. Artigas was initiatiefnemer voor de oprichting van de Philippine Public Library. In 1909 werd hij curator van de Filipiniana afdeling van de Philippine Library, in 1910 werd hij waarnemend hoofd van de afdeling en vier jaar later werd hij benoemd tot hoofd van de Philippine Library en in 1921 volgde een benoeming tot waarnemend directeur. Hij was in zijn periode bij de bibliotheek verantwoordelijk voor een grote uitbreiding van de Filipinianacollectie van
829 titels in 1907 tot 20.000 in 1914. De Philippine National Library werd hierdoor een van meest complete collecties voor Filipijnenstudies.
Naast zijn werk bij de bibliotheek schreef hij voor wat bijverdiensten voor kranten als de Diario de Manila en de El amigo del Pueblo. In 1891 publiceerde hij zijn eerste boek 'Manual de Empleado'. De jaren erna schreef hij boeken over de Filipijnse geschiedenis, zoals 'Historia Municipal de Filipinas' en 'Diccionario Technico-Historico de la Administracion de Filipinas'. Ook schreef hij biografieën van Filipijnse helden, die hij wilde uitbrengen in een verzamelwerk 'Galeria de Filipinos Ilustres'. Dit werk van twee volumes was nog onvoltooid toen hij in 1925 overleed aan de gevolgen van een hartaanval.

## Bron
- Carlos Quirino, Who's who in Philippine history, Tahanan Books, Manilla (1995)

- Biblioteca Nacional de España: XX1197806
- Gemeinsame Normdatei: 143092294
- International Standard Name Identifier: 0000 0001 1064 4959
- Library of Congress Control Number: n95047212
- Virtual International Authority File: 160984456
- WorldCat: E39PBJh8JQGgwYDh4bkqQM9qwC